# Jitaraphol Potiwihok
Jitaraphol Potiwihok (จิตรพล โพธิวิหค; nascido em 21 de agosto de 1994), conhecido pelo apelido de Jimmy (จิมมี่) é um ator e dermatologista tailandês. Ele é mais conhecido por seus papéis em Bad Buddy (2021), Vice Versa (2022) e Last Twilight (2024).

## Educação
Jimmy concluiu sua formação na Faculdade de Medicina da Universidade de Chiang Mai em 2019. Em 2021 iniciou sua formação como especialista em dermatologia de classe internacional na Universidade Thammasat.

## Carreira
Em 2021, Jimmy foi contratado como artista pela agência de produção e talentos GMMTV. Nesse mesmo ano, ele fez sua estreia como ator na televisão como personagem coadjuvante na série Bad Buddy.
Em 2022, Jimmy conseguiu seu primeiro papel principal na série Vice Versa ao lado de Sea Tawinan Anukoolprasert. Jimmy e Sea rapidamente se tornaram populares como "JimmySea", um dos chamados "casais estabelecidos" da GMMTV, ou atores que frequentemente aparecem juntos em séries românticas e, adicionalmente, participam de shows, fanmeetings, eventos promocionais e entrevistas juntos.
Em 2024, Jimmy estrelou na série Last Twilight como Mok, um estudante de faculdade técnica, se candidata a um emprego bem remunerado como cuidador de Day (Sea Tawinan Anukoolprasert), um jogador de badmínton com cegueira parcial devido a uma ceratite infecciosa.

## Filmografia

### Séries de televisão
| Ano  | Título                    | Personagem | Notas            | Canal |
| ---- | ------------------------- | ---------- | ---------------- | ----- |
| 2021 | Bad Buddy                 | Glakao     | Papel recorrente | GMMTV |
| 2022 | Vice Versa                | Puen/Tun   | Papel principal  | GMMTV |
| 2022 | Enchanté                  | Sun        | Papel recorrente | GMMTV |
| 2023 | Our Skyy 2                | Puen/Tun   | Papel principal  | GMMTV |
| 2023 | Last Twilight             | Mhok       | Papel principal  | GMMTV |
| 2024 | Ploy's Yearbook           | Mek        | Papel principal  | GMMTV |
| TBA  | My Magic Prophecy         | Thap       | Papel principal  | GMMTV |
| TBA  | Sweet Tooth, Good Dentist | Captain    | Papel recorrente | GMMTV |